# 篠原光
篠原 光（しのはら ひかる、1974年10月9日 - ）は、日本の女性総合格闘家、プロレスラー。東京都出身。チーム南部所属。初代UKF女子総合格闘技60kg級王者。父親は力道山を刺殺した村田勝志。

## 来歴
2001年7月26日、南部虎弾率いる「チーム南部」所属としてスマックガール・渋谷club ATOM大会で佐藤めぐみとReMixアマチュアルールで対戦し、フロントチョークで一本勝ちを収めた。
2002年3月2日、スマックガールのメインイベントで辻結花と対戦予定であったが、40度の高熱を理由に欠場した（公式記録は0秒、タオル投入によるTKO負け）。
2003年11月24日、12月28日にはJDスター女子プロレスに参戦、石川美津穂と「総合格闘技戦」を行い1勝1敗。以後、JDスターなどでプロレスの試合も行うようになった。
2004年6月6日、Love Impact第2回大会で増山ともえにキャメルクラッチで一本勝ちし、プロ総合格闘技初勝利となった。
2005年12月31日、スマックガールが立ち上げた女子プロレス興行「GIRLS DOOR」第2回興行（新宿FACE）で、篠原は横瀬いつかと共に大向美智子に暴行を働いた。
2006年8月26日に東京・西調布格闘技アリーナで行なわれた二見社長が主催する「T-1スペシャル」で、約8ヶ月ぶりに女子プロレスのリングに復活。堀田祐美子と変則タッグマッチで対戦した。以降、「T-1興行」のレギュラーとして活躍。
2007年1月21日に東京・新宿FACEで行われた「ベニー"THE JET"ユキーデ・プロデュース 武頼漢 -BURAIKAN- J・BOY！」で、アメリカのリーソル・ウィルカーソンを腕ひしぎ十字固めで下し、初代UKF女子総合格闘技王者となった。6月5日、新木場1st RINGで開催された「T-1スペシャル」で、折原偽夫と一騎討ち。無効試合で終わるが、桜井亜矢と再試合を行い腕ひしぎ十字固めで一本勝ち。
2007年7月26日に東京・後楽園ホールで行われた南部虎弾プロデュース興行「DEEP GLOVE」のUKF女子総合格闘技タイトルマッチ（5分2R）で、ゲベカ・ベック・ニネス（オーストラリア/挑戦者）にストレートアームバー（DEEPの公式記録はアームロック）による一本勝ちを収め、初防衛に成功した。10月8日、「T-1グランプリ」新宿FACE大会で、石川雄規と最強師弟タッグを結成し菊タロー＆佐野直と対決。
17歳で出産した娘・AYAがいるが、2008年、格闘技歴が全くないにもかかわらず自分が事故で欠場した試合に出場させた。
2008年12月22日、DEEP PROTECT IMPACT 2008で自分より9kgも軽いMIKUと対戦したが、何もできないまま腕ひしぎ十字固めで一本負けを喫した。
2009年2月12日に元WBA世界ジュニアバンタム級王者のヨックタイ・シスオーと結婚し、2月19日に挙式を行った。11月には長男を出産した。
2009年9月、夫とともに宮城県柴田郡大河原町にヨックタイジムをオープンさせた。

## 戦績

### プロ総合格闘技
| 総合格闘技 戦績 | 総合格闘技 戦績 | 総合格闘技 戦績 | 総合格闘技 戦績 | 総合格闘技 戦績 | 総合格闘技 戦績 | 総合格闘技 戦績 |
| --------------- | --------------- | --------------- | --------------- | --------------- | --------------- | --------------- |
| 15 試合         | (T)KO           | 一本            | 判定            | その他          | 引き分け        | 無効試合        |
| 6 勝            | 0               | 6               | 0               | 0               | 0               | 0               |
| 9 敗            | 1               | 6               | 2               | 0               | 0               | 0               |

| 勝敗 | 対戦相手                 | 試合結果                            | 大会名                                                        | 開催年月日     |
| ×    | アマンダ・ルーカス       | 1R 4:37 TKO（腕ひしぎ十字固め）     | DEEP 55 IMPACT                                                | 2011年8月26日  |
| ×    | MIKU                     | 1R 1:00 腕ひしぎ十字固め            | DEEP PROTECT IMPACT 2008                                      | 2008年12月22日 |
| ○    | Kiraan☆                  | 1R 3:26 チョークスリーパー          | DEEP GLOVE 2                                                  | 2008年6月15日  |
| ○    | AI                       | 1R 3:11 袈裟固め                    | club DEEP in Zepp Sendai                                      | 2007年10月28日 |
| ○    | ゲベカ・ベック・ニネス   | 2R 3:38 ストレートアームバー        | DEEP GLOVE 【UKF女子総合タイトルマッチ】                      | 2007年7月26日  |
| ○    | リーソル・ウィルカーソン | 1R 2:35 腕ひしぎ十字固め            | 武頼漢 -BURAIKAN- J・BOY! 【初代UKF女子総合格闘技王者決定戦】 | 2007年1月21日  |
| ×    | せり                     | 5分2R終了 判定0-3                   | SMACKGIRL 2005 〜最軽量記念日〜                               | 2005年11月29日 |
| ×    | MIKU                     | 1R 1:44 腕ひしぎ十字固め            | club DEEP 富山 -野蛮人祭り2-                                  | 2005年5月15日  |
| ×    | たま☆ちゃん              | 2R 腕ひしぎ十字固め                 | TRIBELATE vol.6 -Hybrid Club Fight-                           | 2005年4月25日  |
| ○    | 川田由美子               | 1R 2:50 V1アームロック              | Love Impact                                                   | 2004年8月29日  |
| ○    | 増山ともえ               | 1R 2:35 キャメルクラッチ            | Love Impact                                                   | 2004年6月6日   |
| ×    | ロクサン・モダフェリ     | 1R 1:58 腕ひしぎ十字固め            | SMACKGIRL Third Season-VII                                    | 2003年11月10日 |
| ×    | たま☆ちゃん              | 5分2R終了 判定0-3                   | 女子格闘技Gals 2                                              | 2003年8月30日  |
| ×    | 辻結花                   | 1R 0:00 TKO（タオル投入：体調不良） | SMACKGIRL 〜God Bless You!〜                                  | 2002年3月2日   |
| ×    | ドレイク森松             | 2R 2:11 フロントチョーク            | SMACKGIRL 〜Pioneering Spirit〜                               | 2002年2月3日   |

### アマチュア総合格闘技
| 勝敗 | 対戦相手   | 試合結果                   | 大会名                                                | 開催年月日    |
| ○    | 金井広美   | 1R 3:02 チョークスリーパー | SMACKGIRL 〜ALIVE!〜 【ReMixアマチュアルール】        | 2001年9月27日 |
| ○    | 村山三枝子 | 2R 4:16 チョークスリーパー | SMACKGIRL 〜Burning Night〜 【ReMixアマチュアルール】 | 2001年8月23日 |
| ○    | 佐藤めぐみ | 1R 3:01 フロントチョーク   | SMACKGIRL 〜Indeed〜 【ReMixアマチュアルール】        | 2001年7月26日 |

### グラップリング
| 勝敗 | 対戦相手   | 試合結果                   | 大会名                                        | 開催年月日    |
| ○    | 黒田エミ   | 3分2R終了 ポイント8-1      | G-SHOOTO Plus 01 【修斗グラップリング】       | 2005年2月11日 |
| ×    | 石原美和子 | 1R 0:59 チョークスリーパー | SMACKGIRL 〜SMACK LEGEND 2002〜 【SGGルール】 | 2002年6月1日  |

### キックボクシング
| 勝敗 | 対戦相手   | 試合結果           | 大会名                                                | 開催年月日    |
| ×    | 大沼慶子   | 2分2R終了 判定0-2  | SHOOT BOXING 20th Anniversary Series 3rd              | 2005年6月26日 |
| △    | 藪下めぐみ | 2分3R終了 時間切れ | 女帝プロデュース「Belief」 【キックボクシングルール】 | 2005年6月12日 |

## 獲得タイトル
- 初代UKF女子総合格闘技60kg級王座（1度防衛）